# مقص التمساح
قص التمساح ، المعروف تاريخيًا باسم مقص الرافعة  وأحيانًا بمقص التمساح ، هو مقص لقطع المعادن بفك مفصلي، يتم تشغيله بواسطة دولاب الموازنة أو الأسطوانة الهيدروليكية . عادة ما يتم تركيب مقصات التمساح كمقصات قائمة بذاتها؛ ومع ذلك، هناك أنواع للحفارات. يمكن أن يتراوح حجم طول الفك من 4 إلى 36 بوصة (100 إلى 910 مـم). يتم استخدامها بشكل عام لقطع الأعضاء الحديدية، مثل حديد التسليح ، أو الأنابيب، أو زاويا الحديد ، أو عارضة على شكل حرف «ا». 

## العملية
يتم تشغيل مقص التمساح الأقدم بواسطة دولاب الموازنة . تعمل هذه المقصات بشكل مستمر، مما يشكل خطرًا على السلامة. الآن يتم تشغيل مقصات التمساح إسطوانة هيدروليكياً. عندما يتم تشغيله، فإن ذراع الكباس يمتد ويغلق ببطء الفك العلوي لقص التمساح، والذي يمر بجانب السرير أو الفك السفلي للمقص لإجراء القطع. 

## الاستخدامات
تستخدم مقصات التمساح لقطع المخزون أو الخردة المعدنية الطويلة، حيث لا تكون الدقة عمومًا اعتبارًا مهمًا، كما أن حجم أو شكل المادة يجعل خيارات القطع أو القص الأخرى (مثل اللحام) لاحقا غير عملية. غالبًا ما تستخدم مقصات التمساح جنبًا إلى جنب مع آلات تمزيق المعادن الكبيرة في صناعة إعادة تدوير المعادن، لتنظيف أو تحضير الخردة للتقطيع عن طريق إزالة التركيبات غير المرغوب فيها والأجزاء الأخرى التي لن تقبلها آلة التقطيع.

## الأمان
ترد متطلبات السلامة لمقصات الأشغال المعدنية الأخرى التي تعمل بالطاقة المعهد الأمريكي للمعايير القومية في ANSI B11.4، لكن مقصات التمساح مستثناة تحديدًا من هذا المعيار. تحتوي برامج إدارة السلامة والصحة المهنية OSHA الفيدرالية وبرامج OSHA الحكومية المختلفة في الولايات المتحدة الأمريكية على متطلبات لحماية مقصات التمساح، ويتم توفير مقصات التمساح المصنّعة حديثًا مع واقيات تتكيف مع حجم المخزون أو الخردة التي يتم قطعها. الغرض من هذا الواقي، مع ذلك، هو منع قطع المعدن من الانطلاق أثناء القطع. يمنع هذا الحارس أيضًا التعرض غير المقصود لأيدي المشغل، ولكنه لا يتوافق مع متطلبات الحراسة الأكثر صرامة في «نقطة التشغيل».

في رسالة تفسيرية بتاريخ 24 يونيو 1981، ناقشت إدارة السلامة والصحة المهنية الفيدرالية الأمريكية معضلة الحماية التي قدمها قص التمساح.
في الحالات التي يتم فيها استخدام القص حصريًا لعمليات القص الروتينية للمخزون المُقدر، حماية نقطة التشغيل يمكن تحديدها. في حالات أخرى، يتم حماية المُشغّل (العامل) من مخاطر التعرض لنقطة التشغيل من خلال الحجم المادي وتكوين المادة التي يتم قطعها.
هذه الاعتبارات العملية للحماية لا تقتصر على مقصات التمساح. يتطلب نوع أكثر شيوعًا من المعدات، وهو مكبس الضغط ، أيضًا حماية نقطة التشغيل عند استخدامها مع مخزون قياسي، ولكن ليس مع مخزون كبير الحجم.

## رابط موقع
- مقص التمساح AS 900 ALLIGATOR SHEAR على يوتيوب باللغة التركية